# دانيال برودان
دانيال برودان (بالرومانية: Daniel Prodan)‏ (مواليد 23 مارس 1972) هو لاعب كرة قدم. يلعب مع منتخب رومانيا لكرة القدم. سبق له أن لعب في كأس العالم لكرة القدم مع منتخب بلاده.

## روابط خارجية
- دانيال برودان على موقع الاتحاد الدولي (مؤرشف)  (الإنجليزية)
- دانيال برودان على موقع الاتحاد الأوربي (الإنجليزية)
- دانيال برودان على موقع قاعدة بيانات كرة القدم.إي يو (الإنجليزية)
- دانيال برودان على موقع ناشيونال فوتبول تيمز (الإنجليزية)
- دانيال برودان على موقع Soccerbase.com (لاعب) (الإنجليزية)
- دانيال برودان على موقع عالم كرة القدم.نت (الإنجليزية)